# ラ・シガール
ラ・シガール（La Cigale）は、フランス・パリ18区ロシュシュアール大通りにある劇場である。収容人数は、1階スタンディングで1,389人、全着席で954人。“la cigale”はフランス語で「蝉」を意味する。

## 歴史
- 1887年　キャバレー「ブール・ノワール（Boule Noire）」の跡地に音楽喫茶（カフェ・コンセール）として誕生した[2]。
- 1894年　建築家アンリ・グランピエールの手による改装・増築が行われ、アドルフ・ウィレットにより新たに天井画が描かれた。ミスタンゲット、モーリス・シュヴァリエ、イヴォンヌ・プランタン、アルレッティ、レイミュ、マックス・ランデーといったスターたちが舞台に立った[3]。
- 1920年頃　オペレッタ、ヴォードヴィル、ジャン・コクトーのソワレが盛んに催された。1924年には地階にキャバレーがオープンした[3]。
- 1927年　ラ・シガールは閉館し、「ラ・フルミ（La Fourmi）」という小ミュージックホールとなった[† 1][5]。
- 1940年頃　映画館へと姿を変える。当初は流行映画を上映していたが、70年代はカンフー映画、その後は成人指定映画を専門に上映するようになった[6]。
- 1981年　エントランスホールとオーディトリアムがフランスの歴史的建造物に指定された[7]。
- 1987年　多目的ホールとして再オープン。ナイトクラブ「レ・バン・ドゥーシュ（Les Bains Douches）」の創立者であるジャック・ルノーとファブリス・コートが運営を引き継いだ。フィリップ・スタルクがリニューアルデザイナー、コリーヌ・ミムラムが芸術監督に任命され、レ・リタ・ミツコが杮落し公演を行った[8]。
- 2007年　フランスの電話会社SFRと提携し、2年間「ラ・シガールSFR」の名称を使用した[9]。
- 2011年1月　ジャン＝ルイ・メナントーが新たな総監督に就任[10]。

## 主な出演アーティスト
- アデル
- オールマン・ブラザーズ・バンド
- エンジェルズ・アンド・エアウェーブズ
- アークティック・モンキーズ
- ジェニファー・バルトリ
- ジェフ・ベック
- ブラー
- マヌ・チャオ
- エリック・クラプトン
- コールドプレイ
- ザ・ダンディ・ウォーホルズ
- ダイド
- ヨーロッパ
- フランツ・フェルディナンド
- ゴリラズ
- ジョニー・アリディ
- イギー・ポップ
- ノラ・ジョーンズ
- マッシヴ・アタック
- メトロノミー
- カイリー・ミノーグ
- ムーディー・ブルース
- ジェイソン・ムラーズ
- ミューズ
- オアシス
- パラモア
- パニック!アット・ザ・ディスコ
- プラシーボ
- ダニエル・パウター
- プリンス
- レディオヘッド
- レッド・ホット・チリ・ペッパーズ
- レ・リタ・ミツコ
- マーク・ロンソン
- ステイタス・クォー
- ザ・ストーン・ローゼズ
- スーパーグラス
- シャルル・トレネ
- ボニー・タイラー
- ウルヴェル
- キム・ワイルド
- ジョニー・ウィンター

日本人アーティスト
- 加藤登紀子 （1992年4月23日）[11]
- 坂本龍一+アルヴァ・ノト （2005年10月13日）[12]
- KOKIA （2009年6月12日）[13]、(2018年11月11日) [14]
- きゃりーぱみゅぱみゅ （2013年2月10日）[15]
- DIR EN GREY （2013年6月13日）[16]
- ℃-ute （2013年7月5日）[17]
- MIYAVI （2014年3月14日）[18]
- BABYMETAL （2014年7月1日）[19]

## アクセス
- パリ・メトロ
  - 2号線、12号線「ピガール駅」（Pigalle）より徒歩3分
  - 2号線「アンヴェール駅」（Anvers）より徒歩4分